# Edgar Malchasian
Edgar Malchasian (1982) is een Armeens tafeltenniser die geldt als kopman van LTTV Scylla in de Nederlandse eredivisie. Hij speelt voor de club sinds zijn zestiende.

## Biografisch
Malchasian kwam voor het eerst met tafeltennis in aanraking in 1998 toen zijn vader hem en zus Armina meenam vanuit hun geboorteland naar een asielzoekerscentrum in Musselkanaal. Hij had er weinig om handen, waardoor hij een dagbesteding zocht en bij pingpong uitkwam. Veel uren aan de tafel en eens per week tafeltennisles, brachten een talent naar boven dat herkend werd door Gerard Bakker, de voormalig trainer van Bettine Vriesekoop en voorzitter van Scylla. Deze haalde hem naar Leiden, waar Malchasian de sleutel van het clubhuis kreeg. Dit zodat hij zo vaak kon trainen en spelen als hij wilde. De Armeniër kreeg een verblijfsvergunning en werkte zich op tot kopman van Scylla.

## Schorsing
Naar aanleiding van een incidident met de arbiter Faarhad Ghajar kreeg Malchasian in augustus 2010 een schorsing van een jaar opgelegd, met ingang van 1 juli 2010 en waarvan een half jaar voorwaardelijk.  Malchasian was als toeschouwers aanwezig bij een door Ghajar geleide wedstrijd. tussen Scylla en HJMusic. Malchasian was op dat moment een speler van 'Charybdis', Scylla's onofficiële tweede team.